# Oskar Klein-föreläsning
En Oskar Klein-föreläsning hålls årligen sedan 1988 vid Stockholms universitet av en framstående forskare, som även erhåller Oskar Klein-medaljen för året. Arrangemanget sker på inbjudan av universitetets Oskar Klein-kommitté med stöd från Kungliga Vetenskapsakademien för att hedra den svenske fysikern och kosmologen Oskar Klein.

## Lista över föredragshållare och mottagare av medaljen
Källa
- 1988 - Chen Ning Yang
- 1989 - Steven Weinberg
- 1990 - Hans Bethe
- 1991 - Alan Guth
- 1992 - John Wheeler
- 1993 - Tsung-Dao Lee
- 1994 - Symposium till Oskar Kleins 100-års minne, 19-21 sept 1994
- 1995 - Nathan Seiberg
- 1996 - Alexander Poljakov
- 1997 - Jim Peebles
- 1998 - Edward Witten
- 1999 - Gerardus 't Hooft
- 2000 - David Gross
- 2001 - Andrei Linde
- 2002 - Martin Rees
- 2003 - Stephen Hawking
- 2004 - Pierre Ramond
- 2005 - Yoichiro Nambu
- 2006 - Vjatjeslav Muchanov
- 2007 - Gabriele Veneziano
- 2008 - Helen Quinn
- 2009 - Peter Higgs
- 2010 - Alexej Starobinskij
- 2012 - Joseph Silk
- 2012 - Juan Maldacena
- 2013 - Frank Wilczek
- 2014 - Andrew Strominger
- 2015 - Rashid Sunyaev
- 2016 - Kip S. Thorne
- 2017 - Sheldon Lee Glashow
- 2018 - Leonard Susskind[1]
- 2019 - Lisa Randall[2]